# جزيرة الكنز (فلم 1918)
جزيرة الكنز (بالإنجليزية: Treasure Island) هو فيلم أبيض وأسود مغامرات صامت أمريكي صدر عام 1918 مقتبس من رواية جزيرة الكنز التي تحمل نفس الاسم والتي كتبها روبرت لويس ستيفنسون عام 1883. هذا الفيلم هو أحد الإصدارات الصامتة للقصة وهو جدير بالملاحظة لأنه تم تمثيله بالكامل تقريبًا بواسطة ممثلين أطفال أو مراهقين، أخرج الفيلم الأخوين سيدني فرانكلين وتشيستر فرانكلين. الفيلم هو أحد إنتاجات فوكس "Sunset Kiddies" في أعقاب إنتاجات Kiddie السابقة مثل "علاء الدين ومصباحه الرائع". هذا فيلم مفقود.

## القصة
كما ورد في إحدى مجلات الأفلام، يدير جيم هوكينز (كاربنتر) ووالدته نزل الأدميرال بن بو، وعندما يتعرضان للتهديد من قبل القراصنة، يذهبان إلى منزل صديقهما، الفارس، لقضاء الليل. تسلم السيدة هوكينز (واشنطن) الفارس طردًا وجدته في صندوق كان مملوكًا لبيلي بونز، أحد نزلائها الذي توفي. يكتشف الفارس خريطة توضح موقع الكنز الذي دفنه شخص يُدعى فلينت. ينام جيم، بعد أن سمع خطط الفارس لاستعادة الكنز، ويحلم أنه ولويز (كوربين) وطاقم سفينة قد انطلقوا للبحث عن الذهب. جون سيلفر (رادكليف)، رفيقهم الأول، محتال ويخطط مع بعض الرجال لسرقة الكنز من جيم ولويز. بعد قتال على الجزيرة وقتل رجال جون سيلفر، ينضم جون سيلفر إلى جيم وعصابته ومن خلال بن جان (سارجنت) يجدون الكنز. وبينما كان جيم على وشك توزيعه، يستيقظ.

## طاقم التمثيل
- فرانسيس كاربنتر بدور جيم هوكينز
- فيرجينيا لي كوربين بدور لويز تريلاوني
- فيوليت رادكليف بدور لونج جون سيلفر
- لويد بيرل بدور بلاك دوج
- لو سارجنت بدور بن جان
- بادي مسنجر بدور الكابتن سموليت
- جيرترود مسنجر
- إليانور واشنطن بدور والدة جيم
- هيرشيل مايال بدور الكابتن بيل بونز (مقدمة)
- إلمو لينكولن بدور لونج جون سيلفر (مقدمة)
- تشارلز جورمان بدور بلاك دوج (مقدمة)
- إد هارلي (إدوين هارلي) بدور بلايند بيو (مقدمة)